# Окулогирный криз
Окулогирный криз (ОГК) — эпизодическая содружественная девиация (отклонение) глаз, обычно направленная вверх и латерально, редко — вниз или строго латерально. При различных заболеваниях может длиться от нескольких минут до нескольких часов.
Эти кризы могут возникать изолированно либо же сочетаться с такими дистоническими феноменами, как блефароспазм, протрузия (выпячивание) языка и другие дистонические расстройства.

## Причины
- Лекарственная интоксикация нейролептиками[2] (самая частая причина[3]), препаратами лития, тетрабеназином, карбамазепином и рядом других препаратов
- Энцефалит Экономо
- Черепно-мозговая травма
- Нейросифилис
- Рассеянный склероз
- Атаксия-телеангиоэктазия
- Синдром Ретта
- Стволовой энцефалит
- Глиома третьего желудочка
- Острое нарушение мозгового кровообращение по ишемическому типу в области внутренней капсулы и базальных ганглиев[4]
- Синдром Туретта
- Серотониновый синдром

## Клиническая картина
Окулогирные кризы представляют собой проявление тех или иных заболеваний или состояний, их клиническая картина обычно сочетается с проявлениями основного расстройства.
После психомоторного возбуждения больного его взгляд становится неподвижным, после чего происходит непроизвольное движение глаз, чаще всего кверху, реже — в стороны или книзу. Во время криза также могут отмечаться боль в области глаз, запрокидывание головы назад, тризм жевательных мышц, мутизм, палилалия, слёзовыделение, нарушения дыхания, психические нарушения.

## Лечение
Окулогирные кризы не являются самостоятельным заболеванием, и поэтому их лечение должно проводиться в комплексе с лечением основной болезни. Если же окулогирные кризы возникают вследствие передозировки лекарственного препарата, в первую очередь необходима его отмена.
Для купирования окулогирных кризов применяются димедрол (дифенгидрамин), а также препараты из группы антихолинергических противопаркинсонических, в частности циклодол, тропацин, дидепил (проциклидин).